# Pentaschistis ecklonii
Pentaschistis ecklonii är en gräsart som först beskrevs av Christian Gottfried Daniel Nees von Esenbeck, och fick sitt nu gällande namn av Mcclean. Pentaschistis ecklonii ingår i släktet Pentaschistis och familjen gräs. Inga underarter finns listade i Catalogue of Life.